# Dirt off Your Shoulder/Lying from You
"Dirt off Your Shoulder/Lying from You" là đĩa đơn thứ hai của rapper Jay-Z ban nhạc nu metal, alternative rock/metal Linkin Park. Nó được rút từ album phối hợp năm 2004 của họ: Collision Course. Đĩa đơn được phát hành năm sau đó vào đầu năm 2005, và sau đó được tái phát hành năm 2006 trên thế giới. Năm 2006 cũng là năm video của bài được phát hành. Đây là một sự kết hợp bài "Dirt off Your Shoulder" của Jay-Z (rút từ album năm 2003 của anh: The Black Album) và bài "Lying from You" của Linkin Park (rút từ album năm 2003 của họ: Meteora). Vào đoạn bắt đầu bài có tiếng ca sĩ chính của Linkin Park, Chester Bennington, nói "I ordered a Frappuccino, where's my fucking Frappuccino?" ("Tôi gọi một ly Frappuccino nãy giờ rồi, ly Frappuccino bỏ đời của tôi đâu?") Mike Shinoda giữ lại câu này và những câu đùa khác trong bản thu âm để cho thấy không khí thân thiện trong quá trình thu âm.
 Lưu trữ ngày 24 tháng 10 năm 2012 tại Wayback Machine
Trong đĩa DVD "hậu trường" có thể nghe thấy Chester nói "You've got a Starbucks, right?" ("Các người có Starbucks, phải không?") trước khi nói câu Frappuccino ban đầu trên CD. Bài hát đơn này được biểu diễn vào ngày 2 tháng 7 năm 2005 tại buổi diễn Live 8 tại Philadelphia.